# Asia O'Hara
Antwan Mason Lee, plus connu sous le nom de scène Asia O'Hara, est une costumière et drag queen américaine. Elle est principalement connue pour avoir participé à la dixième saison de RuPaul's Drag Race, où elle finit quatrième.
Elle a également gagné de nombreux titres dans des concours de beauté en tant que drag queen, comme, par exemple Miss Gay America en 2016.

## Vie et carrière
Antwan Mason Lee grandit à Grand Prairie, dans le Texas, avec cinq sœurs qu'elle aide à élever, toutes étant devenues des artistes. Ses parents sont décédés. Elle déménage à Dallas à 14 ans, et pratique le lancer de drapeau et le théâtre au lycée, tout en performant dans un groupe de musique. Elle fait également partie d'une fanfare pendant trois ans.

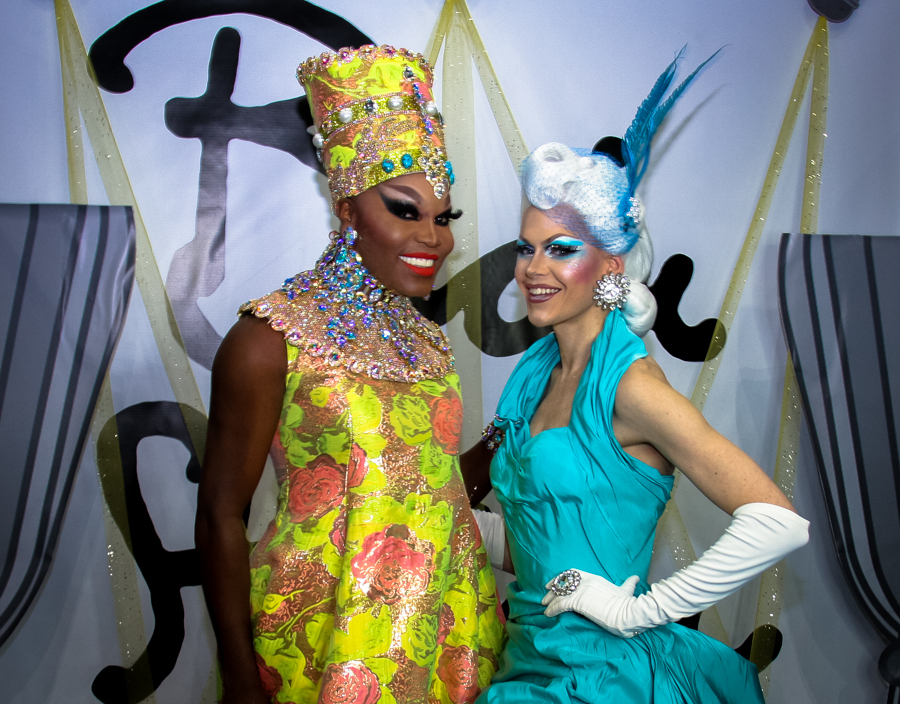
Asia O'Hara (à gauche) et Blair St. Clair (à droite) en 2018.

Sa carrière dans le transformisme commence au début des années 2000, quand elle participe et gagne à un concours amateur dans un bar de Dallas, The Rose Room. Elle emprunte le nom Asia à un membre de sa famille qui lui est proche, et le nom O'Hara lui vient de sa drag mother, Josephine O'Hara. Sa drag grandmother est une icône des concours de beauté du Texas, Sweet Savage. Asia continue sa carrière et gagne de nombreux titres dans des concours de beauté les années suivantes, notamment trois titres nationaux. De plus, elle travaille comme maquilleuse dans les coulisses des concours de beauté, aidant à planifier et à promouvoir les compétitions. Elle tient sa propre compagnie de conception de costumes, Helen of Seven, où elle écrit des pièces uniques pour ses clients, comme par exemple des équipes de danse, des lanceurs de drapeaux, des patineurs ou d'autres drag queens.
Asia devient également professeur de danse et de lancer de drapeau dans un lycée du Texas et mène son équipe dans des compétitions dans tout l'État. Elle se produit souvent dans The Rose Room à Dallas depuis 2005, et est showgirl à plein temps depuis 2009. Elle fait des tournées dans tout le pays en se produisant, ainsi qu'en jugeant et en participant à des concours de beauté.
Elle compte parmi ses amis proches la drag queen du Texas Alyssa Edwards, ayant participé à RuPaul's Drag Race, ainsi que la drag family des Davenport. Le 22 février 2018, elle est annoncée comme l'une des quatorze participantes de la dixième saison de RuPaul's Drag Race. Elle gagne deux défis dans l'émission et arrive quatrième.
Elle sort son premier single, Queen for Tonight, le 15 juin 2018.

## Titres
Asia a participé et a gagné de nombreux concours.
- Miss Gay Texas America 2005, première dauphine[13]
- Miss Gay Texas USofA 2006, première dauphine[14]
- Miss Gay USofA 2006, première dauphine[14]
- Miss Gay Texas USofA 2007, 1st alternate[14]
- Miss Gay USofA 2007, gagnante[15]
- Miss Texas FFI 2010, gagnante[16]
- Texas National Entertainer of the Year 2010, gagnante[17]
- All American Goddess 2012, gagnante[18]
- Miss Gay Briar Park America 2015, gagnante[19]
- Miss Gay Texas America 2015, gagnante[17]
- Miss Gay America 2016, gagnante[20]

## Discographie
Singles
| Année | Titr              |
| ----- | ----------------- |
| 2018  | Queen for Tonight |

## Filmographie

### Télévision
| Année | Titre                         | Rôle      |
| ----- | ----------------------------- | --------- |
| 2018  | RuPaul's Drag Race, saison 10 | Elle-même |
| 2018  | RuPaul's Drag Race: Untucked  | Elle-même |

### Web-séries
| Année | Titre                | Rôle      | Notes                                 |
| ----- | -------------------- | --------- | ------------------------------------- |
| 2018  | Fashion Photo Ruview | Elle-même | Animatrice invitée, remplaçant Raven  |
| 2018  | Can Do Queens        | Elle-même | Co-animatrice (avec Kameron Michaels) |